# 명예원장
명예원장(名誉院長)은 기관이나 단체에서 주어지는 칭호이며, 해당 기관이나 단체의 명예적인 위치에 있는 인물, 해당 기관이나 단체에서 기여나 업적, 영향력 등을 인정받는 인물에게 주어진다.